# John Snow
John Snow (ur. 15 marca 1813 w Yorku, zm. 16 czerwca 1858 w Londynie) – brytyjski lekarz i pionier stosowania znieczulenia oraz zasad higieny w medycynie. Jest uznawany za jednego z twórców epidemiologii, przede wszystkim z powodu jego pracy przy odkryciu źródła epidemii cholery w Soho w Londynie w 1854.

## Wczesne życie i edukacja
John Snow urodził się 15 marca 1813 w Yorku jako pierwsze z dziewięciorga dzieci Williama i Frances Snow. Dorastał w bardzo biednej okolicy, w pobliżu rzeki Ouse.
Od szóstego roku życia Snow uczył się w prywatnej szkole w Yorku. Nie ma informacji w jaki sposób jego rodzice zapewniali finansowanie edukacji syna. W wieku 14 lat rozpoczął praktyki lekarskie u chirurga Williama Hardcastle, lekarza rodziny George’a Stephensona w Newcastle. Następnie studiował medycynę w Londynie (ukończył studia na Uniwersytecie Londyńskim w grudniu 1844) i został członkiem Royal College of Physicians w 1850.

## Znieczulenie
John Snow był jednym z pierwszych lekarzy badających zastosowanie eteru i chloroformu jako środków znieczulenia ogólnego. Snow osobiście podał chloroform królowej Wiktorii podczas porodu dwojga jej ostatnich dzieci – Leopolda w 1853 i Beatrycze w 1857.

## Cholera

Oryginalna mapa wykonana przez Johna Snowa, pokazująca zgrupowanie przypadków cholery podczas epidemii w 1854

Snow miał sceptyczne poglądy na temat teorii miazmy, która wskazywała, że choroby takie jak cholera czy dżuma były powodowane przez zanieczyszczone bądź „złe” powietrze. Teoria obarczająca patogeny nie była wówczas powszechnie akceptowana, jednak dowody zebrane podczas epidemii cholery w Soho w 1854 kazały mu sądzić, że jej przyczyną nie było „złe powietrze”.
Snow przeprowadził rozmowy z mieszkańcami okolicy, w której wystąpiła epidemia. Zidentyfikował jej źródło – okazała się nim być pompa wodna przy ulicy Broad Street. Choć Snow nie był w stanie zidentyfikować przy pomocy analizy mikroskopowej ani chemicznej, co mogło powodować występowanie choroby, to wyniki jego badań nad występowaniem cholery były wystarczające, by przekonać lokalne władze do wyłączenia pompy poprzez usunięcie jej uchwytu.
Snow stworzył później mapę, aby wykazać, że przypadki cholery koncentrowały się wokół miejsca unieruchomionej później pompy. Zastosował również statystykę, by zilustrować związek między jakością wody i przypadkami cholery. Wykazał również, że firma Southwark and Vauxhall Waterworks Company (lokalny dostawca wody) pobierała wodę z zanieczyszczonego ściekami odcinka Tamizy i w domach, do których dostarczała wodę, było znacznie więcej przypadków cholery.

## Późniejsze życie
10 czerwca 1858, w wieku 45 lat, Snow doznał udaru mózgu. Pracował wówczas nad tekstem pracy On Chloroform and other Anesthetics. Kilka dni później doznał kolejnego udaru, tym razem znacznie poważniejszego. Zmarł 16 czerwca 1858 i został pochowany na Cmentarzu Brompton w Londynie. W czasopismach medycznych ukazały się jedynie kilkuzdaniowe wzmianki o jego śmierci.

## Upamiętnienie
W Londynie tablica upamiętniająca Snowa znajduje się na ścianie budynku dawnej Broad Street (obecnie Broadwick Street). Miejsce, w którym stała słynna pompa, zaznaczono kawałkiem czerwonego granitu. Stojący na rogu Broadwick i Lexington Street budynek został w 1955, z okazji stulecia badań Snowa, nazwany na jego cześć; mieści się w nim pub.
W Yorku błękitna tablica upamiętniająca go znajduje się na ścianie hotelu przy North Street.
W sondażu przeprowadzonym wśród brytyjskich lekarzy w 2003 roku Snow został uznany za najwybitniejszego lekarza wszech czasów.
Na jego cześć nazwano John Snow College, założony w 2001 jako oddział Durham University w Stockton-on-Tees, i organizację zdrowia publicznego, John Snow, Inc.

## Wybrane prace
- On distortions of the chest and spine in children from enlargement of the abdomen. London Med. Gazette 28, ss. 112-116 (Apr. 9, 1841)
- On asphyxia, and on the resuscitation of still-born children. London Med. Gazette 29, ss. 222-227 (Nov. 5, 1841)
- On the inhalation of the vapour of ether in surgical operations: containing a description of the various stages of etherization, and a statement of the result of nearly eighty operations in which ether has been employed in St. George's and University College Hospitals. John Churchill, 1847
- On the mode of communication of cholera. John Churchill, 1855